# タイムラズ・ティギエフ
タイムラズ・ティギエフ（Taimuraz Tigiyev、1982年1月15日 - ）は、カザフスタンのレスリング選手。旧ソ連ウラジカフカス出身。2008年北京オリンピックレスリングフリースタイル96kg級の銀メダリストであったがドーピングにより剥奪された。

## 実績
- オリンピック
  - 2008年北京オリンピック　銀メダル→剥奪
- アジア大会
  - 3位　2006年